# Выхрист, Виктор Викторович
Ви́ктор Ви́кторович Вы́христ (Фауст) (род. 3 июня 1992, Светловодск, Украина) — украинский боксёр-профессионал, выступающий в тяжёлой весовой категории. Заслуженный мастер спорта Украины, член сборной Украины по боксу (2012—2019), чемпион Европейских игр (2019), двукратный чемпион Европы (2017, 2019), четырехкратный чемпион Украины (2013, 2014, 2015, 2018), двукратный серебряный призёр чемпионата Украины (2016, 2019), многократный победитель и призёр турниров международного значения в любителях.
Лучшая позиция по рейтингу BoxRec — 41-я (май 2021), и являлся 2-м среди украинских боксёров тяжёлой весовой категории, — входя в ТОП-45 лучших тяжёловесов всего мира.

## Биография
Виктор Выхрист родился 3 июня 1992 года в городе Светловодске Кировоградской области. Детство провёл в посёлке Власовка, позже переехал на постоянное жительство в Кременчуг Полтавской области.

## Любительская карьера
Активно заниматься боксом начал во время учёбы в 11 классе школы, проходил подготовку под руководством тренера Александра Николаевича Ляхового, мастера спорта по боксу, отца бегуньи на средние дистанции Ольги Ляховой.
Дебютировал в зачёте взрослого национального первенства в 2012 году, но тогда сумел дойти лишь до стадии 1/8 финала. В 2013 году впервые стал чемпионом Украины в супертяжёлой весовой категории и вошёл в основной состав украинской национальной сборной. С этого момента регулярно принимал участие в матчевых встречах полупрофессиональной лиги WSB, где представлял команду «Украинские атаманы». Также выступил на Мемориале Макара Мазая в Мариуполе, проиграв в четвертьфинале россиянину Гасану Гимбатову.
В 2014 году вновь стал чемпионом Украины по боксу, выиграл серебряную медаль на международном турнире «Золотой пояс» в Румынии, выступил на Открытом чемпионате Китая.
И в 2015 году вновь стал чемпионом на украинском национальном первенстве в Виннице среди боксёров супертяжёлого веса. Одержал победу на мемориале Семёна Трестина в Одессе.
Пытался пройти отбор на летние Олимпийские игры 2016 года в Рио-де-Жанейро, однако на европейском квалификационном турнире в Самсуне добрался только до 1/8 финала, где был побеждён британцем Джозефом Джойсом.
Наибольшего успеха в своей спортивной карьере добился в сезоне 2017 года, когда вошёл в основной состав украинской национальной сборной и выступил на домашнем чемпионате Европы в Харькове, где одолел всех оппонентов, в том числе в финале взял верх над англичанином Фрейзером Кларком, и завоевал золотую медаль.
Побывал также и на чемпионате мира в Гамбурге, но здесь дошёл лишь до стадии 1/8 финала.
29 сентября 2019 года в Мариуполе, завоевал серебро чемпионата Украины, в финале проиграв единогласным решением судей Цотне Рогава, и накануне Олимпиады 2020 года потерял место первого номера сборной Украины по боксу. Заслуженный мастер спорта Украины. Награждён почётным знаком «За заслуги перед городом Кременчугом».

## Профессиональная карьера
Ещё до начала профессиональной карьеры, несколько раз был на сборах в тренировочных лагерях известных боксёров и проводил спарринги с такими чемпионами как: Владимир Кличко и Александр Усик.
В конце января 2020 года в Гамбурге (Германия) подписал контракт с немецкой промоутерской компанией ЕС Boxing Promotion и будет выступать в Германии под псевдонимом Виктор Фауст. За это решение Федерация бокса Украины дисквалифицировала менеджера Андрея Котельника и тренера Александра Ляхового на три года.

### Бой с Яго Киладзе
1 января 2022 года в Холливуде (США) одержал победу техническим нокаутом над грузином Яго Киладзе. Без лишней разведки оба боксера оказались в нокдауне уже в первом раунде, причем Киладзе дважды. Во втором раунде Выхрист отправил соперника на канвас в третий раз, поднявшись на ноги, Киладзе оказался в недоумении, когда судья принял решение остановить бой, считая, что грузин не пришел в себя. Киладзе выразил недовольство, оттолкнув рефери рукой.

### Бой с Кевином Джонсоном
27 августа 2022 года в Гамбурге (Германия) в главном событии локального шоу победил спойлера-джорнимена из США Кевина Джонсона, который за свою карьеру успел сразиться со множеством легенд супертяжёлого веса, в том числе с Виталием Кличко (за титул WBC), Тайсоном Фьюри и Энтони Джошуа. Выхрист, одержал разгромную победу по очкам — 80-72.

### Бой с Фреклином Лоуренсом
17 декабря 2022 года в немецком городе Геппинген (Германия) победил по очкам 47-летнего ветерана Франклина Лоуренса. Лоуренс свой предыдущий бой провел еще в 2016 году против Энди Руиса, проиграв единогласным решением судей в 10-раундовом поединке. Еще два поражения Лоуренса были в боях с известными боксерами — его побеждали Оливер Маккол и Бермейн Стиверн. Выхрист уронил ветерана в 5-м раунде, но не сумел его финишировать. Дело дошло до подсчета судейских записок по итогам 8 раундов. Рефери зафиксировал единогласную победу Выхриста по очкам: 79-72, 80-71, 80-71.

### Бой с Ленье Перо
11 февраля 2023 года в городе Сан-Антонио (США) состоялся бой с непобежденным кубинцем Ленье Перо. Выхрист работал первым номером, начиная свои атаки с джеба. Тем временем Перо со старта сделал ставку на удары по корпусу которые впоследствии принесут свои плоды. Во 2-м раунде украинец пропустил неприятный кросс, но реабилитировался за это в следующей трехминутке, когда в концовке потряс соперника левым чек-хуком.
Выхрист владел инициативой, тогда как Перо решил действовать на контратаках. В 6-м раунде кубинец нанес удар ниже пояса. Выхрист набирал очки за счёт джеба, но в 8-м раунде Перо взорвался комбинацией из удара по корпусу и в голову. Выхрист после этого растерялся и попросту остановился. Кубинец выбросил еще несколько ударов, прежде чем рефери дал отмашку. После боя Выхрист объяснил причину досрочного поражения: «После шестого раунда у меня стали болеть рёбра, но я решил продолжить бой, — рассказал Виктор. — Боль усиливалась и не позволяла мне боксировать в полную силу. Я понимал, что выигрываю и контролирую бой, но после пропущенного удара в восьмом раунде боль стала настолько невыносимой, что я уже не мог двигаться. Я выигрывал по очкам, но травма принесла победу сопернику».

### Бой с Маркосом Антонио Аумада
25 февраля 2024 года в Висбадене (Германия) провел бой после годового простоя ввиду травмы с аргентинским джорнимэном Маркос Антонио Аумадой. Аргентинский левша выбрасывал размашистые удары и шел вперед. Выхрист работал от джеба и комбинировал удары дважды послав соперника в нокдаун во втором и один раз в 4-м раунде. В четвертом после падения Аумадо смог встать, но рефери не позволил продолжать бой.
В сентябре 2024 года и апреле 2025 провел в Германии два боя против джорнименов  - боснийца Мирко Тинтора (16-9-1) и 44-летнего Рейндалла Букера (28-7-1). Обоих победил по очкам единогласным решением судей (UD).
7 июня в Киле (Германия) победил быстрым нокаутом (28 секунд) 41-летнго нокаутера из США Кристофера Лавджоя (20-2-1, 20 КО). Почти срау у Выхриста прошёл точный боковой справа отправивший в нокаут американца.

## Статистика профессиональных боёв
В таблице перечислены результаты всех поединков боксёров.
В каждой строке указан результат поединка. Дополнительно номер поединка обозначен цветом, который обозначает итог поединка. Расшифровка обозначений и цветов представлена в нижеследующей таблице.
| Пример | Расшифровка                     |
| ------ | ------------------------------- |
|        | Победа                          |
|        | Ничья                           |
|        | Поражение                       |
|        | Планируемый поединок            |
|        | Поединок признан несостоявшимся |
| КО     | Нокаут                          |
| ТКО    | Технический нокаут              |
| PTS    | Решение судей (по очкам)        |
| UD     | Единогласное решение судей      |
| MD     | Решение большинства судей       |
| SD     | Раздельное решение судей        |
| RTD    | Отказ от продолжения боя        |
| DQ     | Дисквалификация                 |
| NC     | Поединок признан несостоявшимся |

| 16 поединков, 15 побед (9 нокаутом), 1 поражение. | 16 поединков, 15 побед (9 нокаутом), 1 поражение. | 16 поединков, 15 побед (9 нокаутом), 1 поражение. | 16 поединков, 15 побед (9 нокаутом), 1 поражение. | 16 поединков, 15 побед (9 нокаутом), 1 поражение.         | 16 поединков, 15 побед (9 нокаутом), 1 поражение. | 16 поединков, 15 побед (9 нокаутом), 1 поражение.                                                                                                |
| Бой                                               | Рекорд                                            | Дата боя                                          | Соперник                                          | Место проведения боя                                      | Результат                                         | Дополнительно |
| ------------------------------------------------- | ------------------------------------------------- | ------------------------------------------------- | ------------------------------------------------- | --------------------------------------------------------- | ------------------------------------------------- | --- |
| 14                                                | 13-1                                              | 21 сентября 2024                                  | Мирко Тинтор (16-9-1)                             | Sporthalle, Гамбург, Германия                             | UD 6                                              | Счёт судей: 60-52 (трижды). |
| 13                                                | 12-1                                              | 25 февраля 2024                                   | Маркос Антонио Аумада (25-12)                     | Black Wolves Fight Club, Висбаден, Гессен, Германия       | TKO 4 (8), 1:23                                   | Аумада дважды в нокдауне во 2-м и один раз в 4-м раунде                                                                                          |
| 12                                                | 11-1                                              | 11 февраля 2023                                   | Ленье Перо (8-0)                                  | Alamodome, Сан-Антонио, Техас, США                        | TKO 8 (10), 2:28                                  | Счёт на момент остановки: 68-65, 67-66, 65-68. Бой за титул чемпиона Латинской Америки по версии WBA Fedelatin (3-я защита Перо) в тяжёлом весе. |
| 11                                                | 11-0                                              | 17 декабря 2022                                   | Франклин Лоуренс (21-3-2)                         | Firat Arslan Sportcenter, Гёппинген, Германия             | UD 8                                              | Счёт судей: 79-72, 80-71 (дважды). |
| 10                                                | 10-0                                              | 27 августа 2022                                   | Кевин Джонсон (35-20-1)                           | ECB Boxgym, Гамбург, Германия                             | PTS 8                                             | Счёт судьи: 80-72. |
| 9                                                 | 9-0                                               | 1 января 2022                                     | Яго Киладзе (27-5-1)                              | Seminole Hard Rock Hotel & Casino, Холливуд, Флорида, США | TKO 2 (8), 1:44                                   | Выхрист дважды, Калидзе трижды в нокдаунах. |
| 8                                                 | 8-0                                               | 9 октября 2021                                    | Майк Маршалл (6-1-1)                              | Ти-Мобайл Арена, Лас-Вегас, США                           | TKO 3 (8), 1:49                                   | |
| 7                                                 | 7-0                                               | 15 мая 2021                                       | Яцек Кшиштоф Пёнтек (11-0)                        | Box Gym, Кёльн, Германия                                  | KO 1 (10), 2:20                                   | |
| 6                                                 | 6-0                                               | 13 марта 2021                                     | Вильмер Васкес (11-0-2)                           | ECB Boxgym, Гамбург, Германия                             | UD 8                                              | Счёт судей: 80-72 (трижды). |
| 5                                                 | 5-0                                               | 27 ноября 2020                                    | Камиль Соколовский (10-19-2)                      | H Arena, Нант, Атлантическая Луара, Франция               | UD 6                                              | Счёт судей: 60-53 (трижды). |
| 4                                                 | 4-0                                               | 31 октября 2020                                   | Якуп Саглам (43-6)                                | ECB Boxgym, Гамбург, Германия                             | RTD 4 (8), 3:00                                   | |
| 3                                                 | 3-0                                               | 20 сентября 2020                                  | Габриэл Энгуэма (10-9)                            | Bartolomeo Best River Resort, Днепр, Украина              | KO 3 (6), 2:59                                    | |
| 2                                                 | 2-0                                               | 1 августа 2020                                    | Семен Пахомов (2-10)                              | Equides Club, Киев, Украина                               | KO 2 (6), 1:22                                    | |
| 1                                                 | 1-0                                               | 8 февраля 2020                                    | Андрей Мазаник (13-10)                            | EWS Arena, Гёппинген, Баден-Вюртемберг, Германия          | KO 1 (6), 0:55                                    | Дебют в профессиональном боксе. |
| Бой                                               | Рекорд                                            | Дата боя                                          | Соперник                                          | Место проведения боя                                      | Результат                                         | Дополнительно |

## Награды
- Орден «За заслуги» II степени (15 июля 2019) — за достижение высоких спортивных результатов на II Европейских играх у г. Минску (Республика Беларусь), проявленные самоотверженность и волю к победе[19].
- Орден «За заслуги» III степени (24 августа 2017) — За значительный личный вклад в государственное строительство, социально-экономическое, научно-техническое, культурно-образовательное развитие Украины, весомые трудовые достижения и высокий профессионализм[20].